# Giải Oscar lần thứ 70
Lễ trao giải Oscar lần thứ 70 được tổ chức để trao giải Oscar cho các tác phẩm xuất sắc trong lĩnh vực điện ảnh được ra mắt trong thời gian năm 1997 bởi Viện Hàn lâm Khoa học và Nghệ thuật Điện ảnh Hoa Kỳ, buổi lễ được tổ chức vào 23 tháng 3 năm 1998 tại thành phố Los Angeles. Lễ trao giải được tường thuật trực tiếp qua kênh ABC, nam diễn viên Billy Crystal đảm nhận vị trí dẫn dắt lần thứ 6. Vào 28 tháng 2 năm 1998, giải Oscar cho thanh tựu kỹ thuật được trao tại Beverly Hills.
Titanic tạo nên một kỹ lục của giải mà cho tới hiện nay vẫn chứ bị phá vỡ khi giành tới 11 giải bao gồm Phim hay nhất và Đạo diễn xuất sắc nhất. Những giải còn lại được trao cho các phim As Good as It Gets, Good Will Hunting, L.A. Confidential, The Full Monty, Geri's Game, Karakter, The Long Way Home, Visas and Virtue, Men in Black và A Story of Healing.

## Giải thưởng và đề cử
Các đề cử của giải được công bố vào 10 tháng 2 năm 1998 bởi Robert Rehme, chủ tịch viện Hàn lâm và nữ diễn viên Geena Davis. Titanic giành số đề cử kỷ lục với 14 đề cử, tương đương với số đề cử All About Eve  giành được vào năm 1950. Good Will Hunting và L.A. Confidential mỗi phim nhận được 9 đề cử.
Tại lễ trao giải, Titanic nhận được 11 tượng vàng, qua đó cùng với Ben-Hur là hai phim nhận nhiều giải Oscar nhất. Titanic là phim thứ hai giành giải phim hay nhất mà không nhận được đề cử ở các hạng mục dành cho kịch bản (The Sound of Music là phim đầu tiên). As Good as it Gets là phim thứ bảy mà cả hai vai chính đều nhận được giải. Kate Winslet và Gloria Stuart cùng giành đề cử ở hạng mục Nữ diễn viên chính xuất sắc nhất và Nữ diễn viên phụ xuất sắc nhất cho cùng một vai diễn Rose DeWitt Bukater trong Titanic.

### Giải thưởng

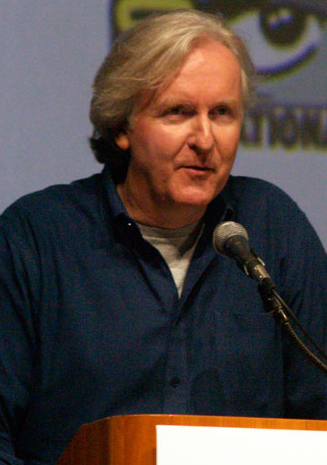
James Cameron, Đạo diễn xuất sắc nhất

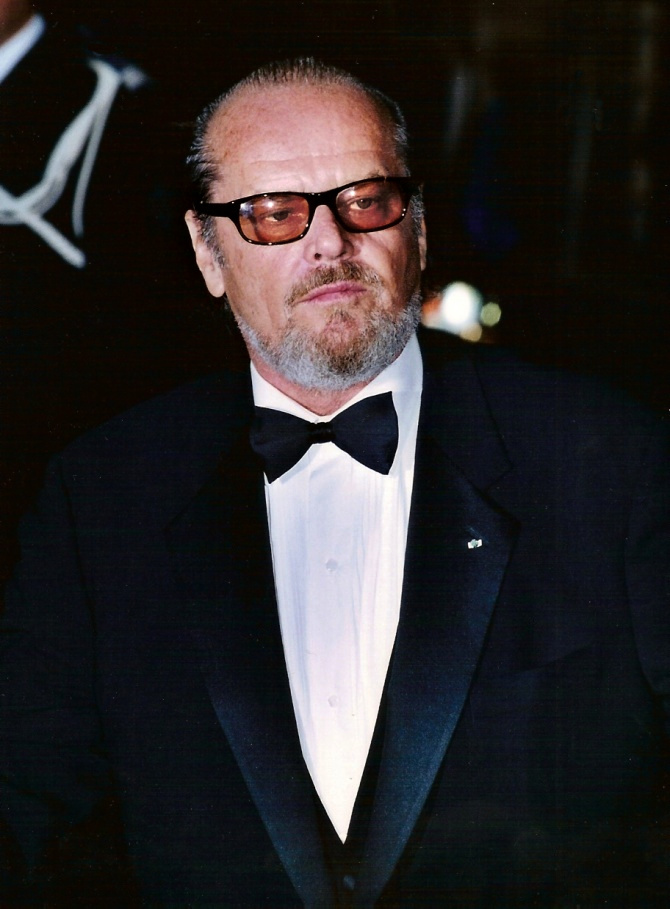
Jack Nicholson, Nam diễn viên chính xuất sắc nhất

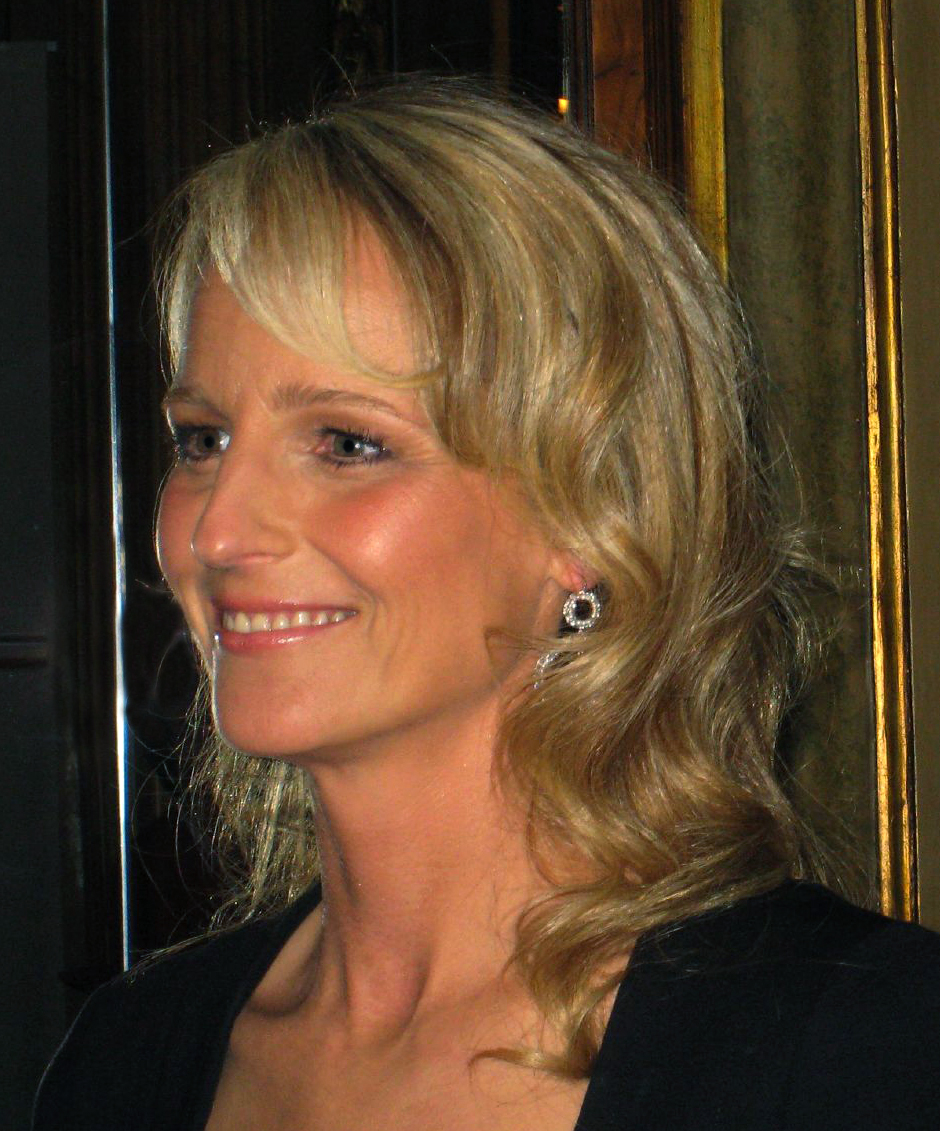
Helen Hunt, Nữ diễn viên chính xuất sắc nhất

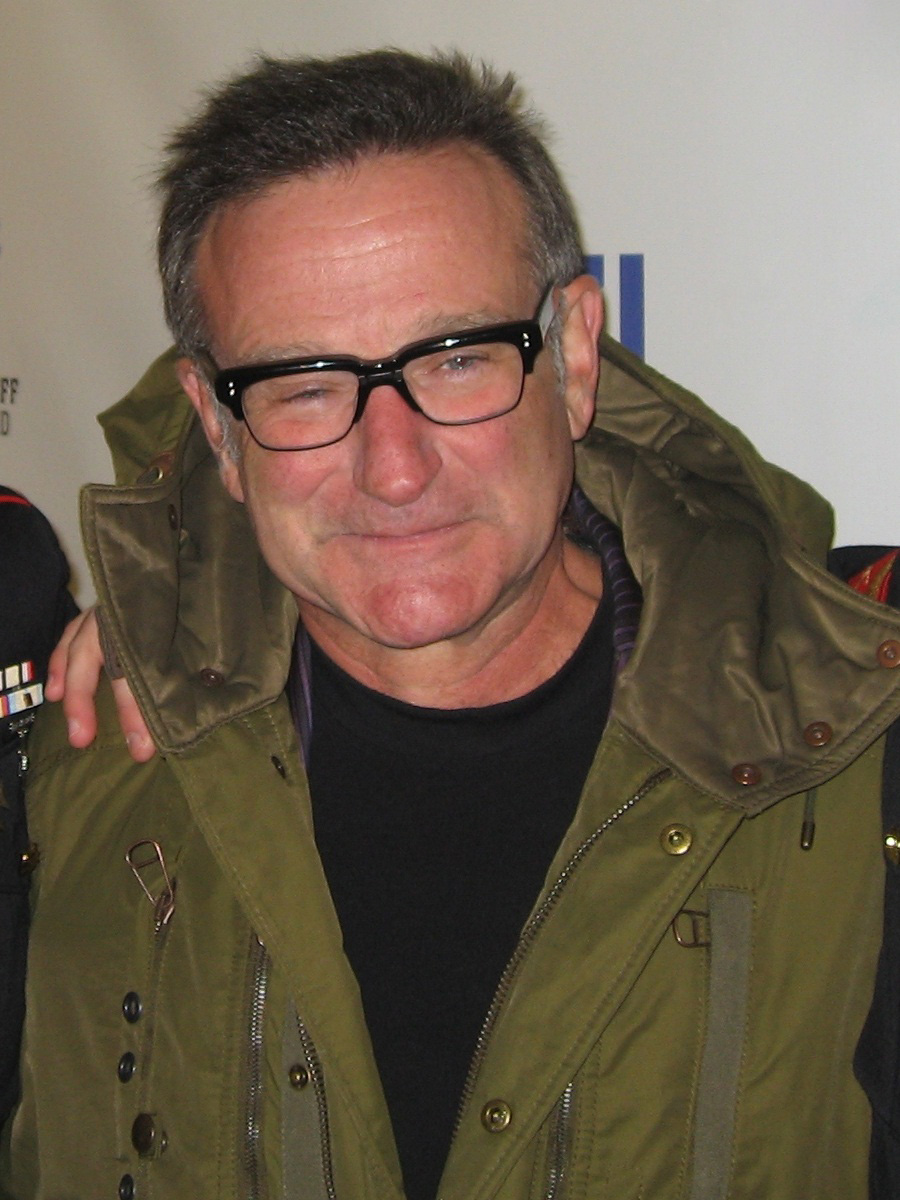
Robin Williams, Nam diễn viên phụ xuất sắc nhất

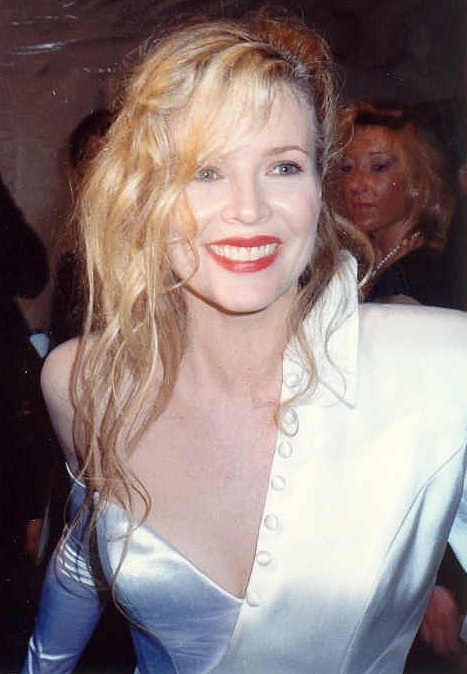
Kim Basinger, Nữ diễn viên phụ xuất sắc nhất

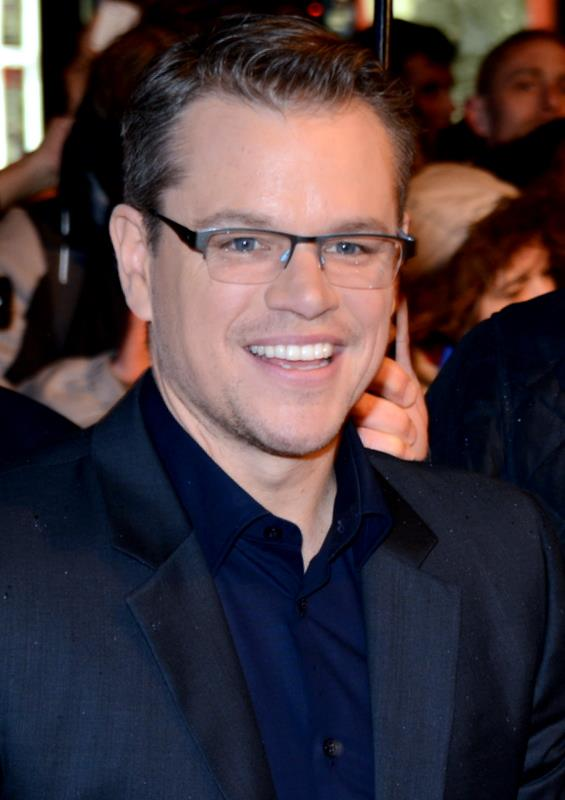
Matt Damon, Kịch bản gốc xuất sắc nhất

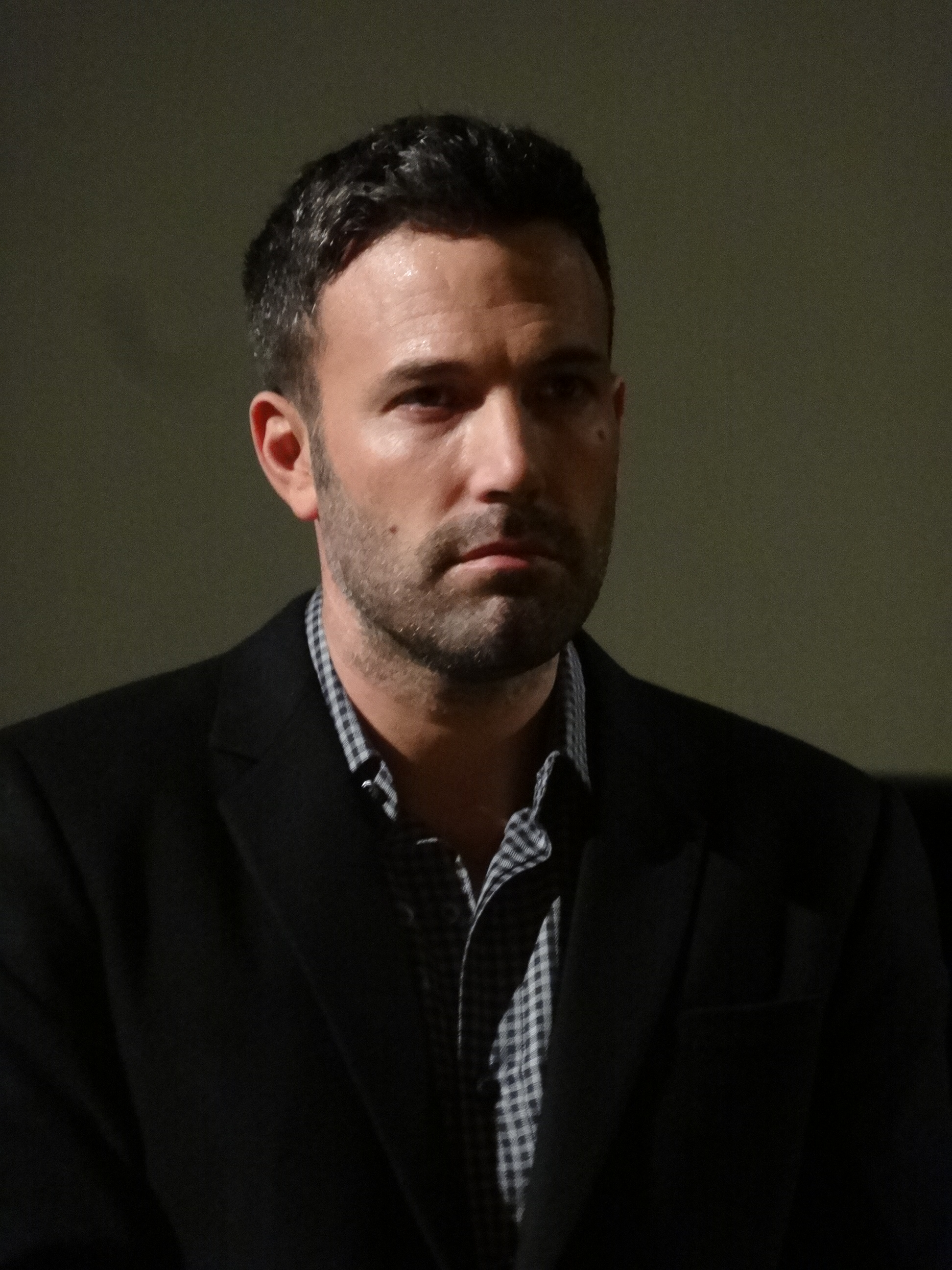
Ben Affleck, Kịch bản gốc xuất sắc nhất

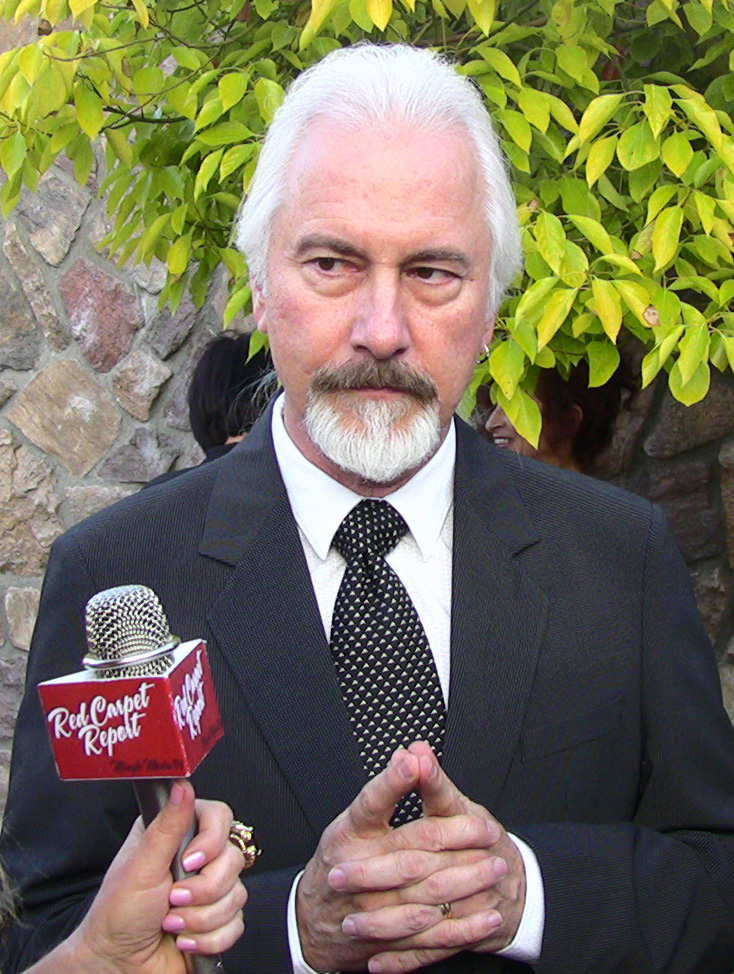
Rick Baker, Nghệ sĩ hóa trang xuất sắc nhất

Tên phim hoặc người nhận giải được in đậm
| Phim hay nhất - Titanic – James Cameron và Jon Landau - As Good as It Gets – James L. Brooks, Bridgit Johnson và Kristi Zea - The Full Monty – Uberto Pasolini - Good Will Hunting – Lawrence Bender - L.A. Confidential – Arnon Milchan, Curtis Hanson và Michael Nathanson                                                                                  | Đạo diễn xuất sắc nhất - James Cameron – Titanic - Peter Cattaneo – The Full Monty - Gus Van Sant – Good Will Hunting - Curtis Hanson – L.A. Confidential - Atom Egoyan – The Sweet Hereafter |
| Nam diễn viên chính xuất sắc nhất - Jack Nicholson – As Good as It Gets trong vai Melvin Udall - Matt Damon – Good Will Hunting trong vai Will Hunting - Robert Duvall – The Apostle trong vai Euliss "Sonny" Dewey, aka The Apostle E.F. - Peter Fonda – Ulee's Gold trong vai Ulysses "Ulee" Jackson - Dustin Hoffman – Wag the Dog trong vai Stanley Motss | Nữ diễn viên chính xuất sắc nhất - Helen Hunt – As Good as It Gets trong vai Carol Connelly - Helena Bonham Carter – The Wings of the Dove trong vai Kate Croy - Julie Christie – Afterglow trong vai Phyllis Mann - Judi Dench – Mrs. Brown trong vai nữ hoàng Victoria của Anh - Kate Winslet – Titanic trong vai Rose DeWitt Bukater |
| Nam diễn viên phụ xuất sắc nhất - Robin Williams – Good Will Hunting as Dr. Sean Maguire - Robert Forster – Jackie Brown trong vai Max Cherry - Anthony Hopkins – Amistad trong vai John Quincy Adams - Greg Kinnear – As Good as It Gets trong vai Simon Bishop - Burt Reynolds – Boogie Nights trong vai Jack Horner                                        | Nữ diễn viên phụ xuất sắc nhất - Kim Basinger – L.A. Confidential trong vai Lynn Bracken - Joan Cusack – In & Out trong vai Emily Montgomery - Minnie Driver – Good Will Hunting trong vai Skylar - Julianne Moore – Boogie Nights trong vai Amber Waves - Gloria Stuart – Titanic trong vai Rose Calvert |
| Kịch bản gốc xuất sắc nhất - Good Will Hunting – Matt Damon và Ben Affleck - As Good as It Gets – Mark Andrus và James L. Brooks - Deconstructing Harry – Woody Allen - The Full Monty – Simon Beaufoy - Boogie Nights – Paul Thomas Anderson | Kịch bản chuyển thể xuất sắc nhất - L.A. Confidential – Brian Helgeland Curtis Hanson từ tiểu thuyết L.A. Confidential của James Ellroy - Donnie Brasco – Paul Attanasio từ cuốn sách Donnie Brasco: My Undercover Life in the Mafia của Joseph D. Pistone và Richard Woodley - The Sweet Hereafter – Atom Egoyan từ tiểu thuyết The Sweet Hereafter của Russell Banks - Wag the Dog – David Mamet và Hilary Henkin từ tiểu thuyết American Hero của Larry Beinhart - The Wings of the Dove – Hossein Aminitừ tiểu thuyết The Wings of the Dove của Henry James |
| Phim nói tiếng nước ngoài hay nhất - Karakter (bằng tiếng Hà Lan) – Mike van Diem - Beyond Silence (bằng tiếng Đức) – Caroline Link - Four Days in September (bằng tiếng Bồ Đào Nha) – Bruno Barreto - Secrets of the Heart (bằng tiếng Tây Ban Nha) – Montxo Armendáriz - The Thief (bằng tiếng Nga) – Pavel Chukhray                                        | Ca khúc trong phim hay nhất - "My Heart Will Go On" từ phim Titanic – nhạc bởi James Horner; lời bởi Will Jennings - "Journey to the Past" từ phim Anastasia – nhạc bởi Stephen Flaherty; lời bởi Lynn Ahrens - "How Do I Live" từ phim Không tặc – nhạc và lời bởi Diane Warren - "Miss Misery " từ phim Good Will Hunting – nhạc và lời bởi Elliott Smith - "Go the Distance" từ phim Héc-quyn – nhạc bởi Alan Menken; lời bởi David Zippel |
| Phim tài liệu hay nhất - The Long Way Home – Rabbi Marvin Hier và Richard Trank - 4 Little Girls – Spike Lee và Sam Pollard - Ayn Rand: A Sense of Life – Michael Paxton - Colors Straight Up – Michèle Ohayon and Julia Schachter - Waco: The Rules of Engagement – Dan Gifford và William Gazecki                                                           | Phim tài liệu ngắn hay nhất - A Story of Healing – Donna Dewey và Carol Pasternak - Alaska: Spirit of the Wild – George Casey và Paul Novros - Amazon – Kieth Merrill và Jonathan Stern - Family Video Diaries: Daughter of the Bride – Terri Randall - Still Kicking: The Fabulous Palm Springs Follies – Mel Damski và Andrea Blaugrund |
| Phim ngắn hay nhất - Visas and Virtue – Chris Tashima và Chris Donahue - Dance Lexie Dance – Tim Loane - It's Good to Talk – Roger Goldby và Barney Reisz - Sweethearts? – Birger Larsen và Thomas Lydholm - Wolfgang – Anders Thomas Jensen và Kim Magnusson                                                                                                 | Phim hoạt hình ngắn hay nhất - Geri's Game – Jan Pinkava - Famous Fred – Joanna Quinn - The Old Lady and the Pigeons – Sylvain Chomet - Redux Riding Hood – Steve Moore và Dan O'Shannon - Rusalka – Aleksandr Petrov |
| Nhạc phim chính kịch hay nhất - Titanic – James Horner - Good Will Hunting – Danny Elfman - 'L.A. Confidential – Jerry Goldsmith - Amistad – John Williams - Kundun – Philip Glass | Nhạc phim hài hoặc phim ca nhạc hay nhất - The Full Monty – Anne Dudley - Men in Black – Danny Elfman - As Good as It Gets – Hans Zimmer - My Best Friend's Wedding – James Newton Howard - Anastasia – Stephen Flaherty, Lynn Ahrens và David Newman |
| Biên tập âm thanh xuất sắc nhất - Titanic – Tom Bellfort và Christopher Boyes - Face/Off – Mark Stoeckinger và Per Hallberg - The Fifth Element – Mark Mangini | Hòa âm xuất sắc nhất - Titanic – Gary Rydstrom, Tom Johnson, Gary Summers và Mark Ulano - Contact – Randy Thom, Tom Johnson, Dennis S. Sands và William B. Kaplan - Không lực một – Paul Massey, Rick Kline, Doug Hemphill và Keith A. Wester - Không tặc – Kevin O'Connell, Greg P. Russell và Art Rochester - L.A. Confidential – Andy Nelson, Anna Behlmer và Kirk Francis |
| Thiết kế sản xuất xuất sắc nhất - Titanic – Peter Lamont và Michael D. Ford - Men in Black – Bo Welch và Cheryl Carasik - Kundun – Dante Ferretti và Francesca Lo Schiavo - Gattaca – Jan Roelfs và Nancy Nye - L.A. Confidential – Jeannine Oppewall và Jay Hart                                                                                             | Quay phim xuất sắc nhất - Titanic – Russell Carpenter - L.A. Confidential – Dante Spinotti - The Wings of the Dove – Eduardo Serra - Amistad – Janusz Kamiński - Kundun – Roger Deakins |
| Hóa trang xuất sắc nhất - Men in Black – Rick Baker và David LeRoy Anderson - Mrs. Brown – Lisa Westcott, Veronica Brebner và Beverley Binda - Titanic – Tina Earnshaw, Greg Cannom và Simon Thompson | Thiết kế trang phục xuất sắc nhất - Titanic – Deborah Lynn Scott - Kundun – Dante Ferretti - Oscar and Lucinda – Janet Patterson - Amistad – Ruth E. Carter - The Wings of the Dove – Sandy Powell |
| Biên tập phim xuất sắc nhất - Titanic – Conrad Buff, James Cameron và Richard A. Harris - L.A. Confidential – Peter Honess - Good Will Hunting – Pietro Scalia - Không lực một – Richard Francis-Bruce - As Good as It Gets – Richard Marks | Hiệu ứng hình ảnh đẹp nhất - Titanic – Robert Legato, Mark A. Lasoff, Thomas L. Fisher và Michael Kanfer - Thế giới bị mất: Công viên kỷ Jura – Dennis Muren, Stan Winston, Randal Dutra và Michael Lantieri - Starship Troopers – Phil Tippett, Scott E. Anderson, Alec Gillis và John Richardson |

### Giải Oscar danh dự
- Stanley Donen[14]

### Phim với nhiều đề cử và giải thưởng
| Số đề cử | Phim                  |
| -------- | --------------------- |
| 14       | Titanic               |
| 9        | Good Will Hunting     |
| 9        | L.A. Confidentia      |
| 7        | As Good as It Gets    |
| 4        | Amistad               |
| 4        | The Full Monty        |
| 4        | Kundun                |
| 4        | The Wings of the Dove |
| 3        | Boogie Nights         |
| 3        | Men in Black          |
| 2        | Không lực một         |
| 2        | Anastasia             |
| 2        | Không tặc             |
| 2        | Mrs. Brown            |
| 2        | The Sweet Hereafter   |
| 2        | Wag the Dog           |

| Số giải | Phim               |
| ------- | ------------------ |
| 11      | Titanic            |
| 2       | As Good as It Gets |
| 2       | Good Will Hunting  |
| 2       | L.A. Confidential  |